# Liste des œuvres de Robert Campin
Cette page dresse la liste des œuvres du peintre Robert Campin : 

## Panneaux isolés
| Tableau | Titre                                                                            | Date         | Matériaux et dimensions                     | Lieu d’exposition                                         |
| ------- | -------------------------------------------------------------------------------- | ------------ | ------------------------------------------- | --------------------------------------------------------- |
|         | Saint Jean Baptiste                                                              | 1415         | Huile sur panneau 17,2 × 12,2 cm            | Cleveland Museum of Art, Cleveland                        |
|         | La Nativité                                                                      | 1420-1425    | Huile sur panneau 84,1 × 69,9 cm            | Musée des beaux-arts de Dijon                             |
|         | L'Annonciation                                                                   | 1415-1425    | Chêne 61 × 63,7 cm                          | Musée d'Art Ancien, Bruxelles                             |
|         | Portrait d'un homme gros                                                         | 1420-1430    | Huile sur panneau 29,5 × 18 cm              | Musée Thyssen-Bornemisza (Madrid) Gemäldegalerie (Berlin) |
|         | Le Christ et la Vierge en prière                                                 | v. 1424      | Huile sur panneau doré 29 × 46 cm           | Philadelphia Museum of Art, Philadelphie                  |
|         | Vierge d'Humilité La Vierge sur un banc d'herbe                                  | v. 1425      | Huile sur panneau de chêne 39 × 27 cm       | Gemäldegalerie, Berlin                                    |
|         | La Vierge à l'écran d'osier ou Vierge Salting                                    | 1425-1430    | Tempera sur panneau 63,4 × 48,5 cm          | National Gallery de Londres                               |
|         | Mariage de la Vierge                                                             | 1427         | Huile sur panneau 77 × 88 cm                | Musée du Prado, Madrid                                    |
|         | Saint Guillaume et sainte Claire                                                 | 1427         | Huile sur panneau en grisaille 77 × 88 cm   | Musée du Prado, Madrid                                    |
|         | Panneaux de Flémalle : Sainte Véronique                                          | v. 1430      | Huile sur panneau 148,2 × 57,7 cm           | Städel, Francfort-sur-le-Main                             |
|         | Panneaux de Flémalle : Trinité affligée                                          | v. 1430      | Huile sur panneau 147,5 × 57,6 cm           | Städel, Francfort-sur-le-Main                             |
|         | Panneaux de Flémalle : Vierge debout                                             | v. 1430      | Huile sur panneau 149,1 × 58,3 cm           | Städel, Francfort-sur-le-Main                             |
|         | Le Mauvais larron                                                                | v. 1430      | Huile sur panneau 134,2 × 92,5 cm           | Städel, Francfort-sur-le-Main                             |
|         | L'Annonciation                                                                   | v. 1430      | Huile sur panneau 76 × 70 cm                | Musée du Prado, Madrid                                    |
|         | Portrait d'un homme                                                              | v. 1430      | Huile et tempera sur panneau 40,6 × 28,1 cm | National Gallery de Londres                               |
|         | Portrait d'une femme                                                             | v. 1430      | Huile sur panneau 56,5 × 19,5 cm            | National Gallery de Londres                               |
|         | La Sainte Trinité                                                                | 1433-1435    | Huile sur panneau 76 × 70 cm                | Musée de l'Ermitage, Saint-Pétersbourg                    |
|         | Vierge à l'Enfant devant la cheminée                                             | 1433-1435    | Huile sur panneau 34 × 24 cm                | Musée de l'Ermitage, Saint-Pétersbourg                    |
|         | La Vierge en gloire entre saint Pierre et saint Augustin vénérée par un donateur | v. 1435-1440 | Huile sur panneau 47,8 × 31,6 cm            | Musée Granet, Aix-en-Provence                             |
|         | Saint Jean-Baptiste et le maître franciscain Henri de Werl                       | 1438         | Huile sur panneau 101 × 47 cm               | Musée du Prado, Madrid                                    |
|         | Sainte Barbe                                                                     | 1438         | Huile sur panneau 101 × 47 cm               | Museo del Prado, Madrid                                   |
|         | La Messe de saint Grégoire                                                       | 1440         | Huile sur panneau 85 × 73 cm                | Musées royaux des beaux-arts de Belgique, Bruxelles       |

## Retable complet
| Tableau | Titre                                                     | Date | Matériaux et dimensions                                                            | Lieu d’exposition            |
| ------- | --------------------------------------------------------- | ---- | ---------------------------------------------------------------------------------- | ---------------------------- |
|         | Triptyque de l'enterrement du Christ ou Triptyque Seilern | 1415 | Huile sur panneau 65,2 × 53,6 cm (panneau central) ; 64,9 × 26,8 cm (chaque volet) | Courtauld Institute, Londres |

## Copies et œuvres attribuées à son atelier
| Tableau | Titre                                                                       | Date                              | Matériaux et dimensions                                                            | Lieu d’exposition                    |
| ------- | --------------------------------------------------------------------------- | --------------------------------- | ---------------------------------------------------------------------------------- | ------------------------------------ |
|         | Triptyque de Mérode ou Triptyque de l'Annonciation                          | 1425-1430                         | Huile sur panneau 64,1 × 63,2 cm (panneau central) ; 64,5 × 27,3 cm (chaque volet) | Metropolitan Museum of Art, New York |
|         | La Vie de saint Joseph                                                      | Copie d'un original de 1425       | Huile sur panneau 64 × 203 cm                                                      | Saint Katarinakerk, Hoogstraten      |
|         | Triptyque de la Descente de la croix ou Triptyque de la Déposition de croix | 1467, copie d'un original de 1430 | Huile sur panneau                                                                  | Walker Art Gallery de Liverpool      |
|         | Portrait de Barthélemy Alatruye                                             | Copie d'un original de 1425       | Huile sur panneau 44 × 31,5 cm                                                     | Musée des beaux-arts de Tournai      |
|         | Portrait de Marie de Pacy                                                   | Copie d'un original de 1425       | Huile sur panneau 44,5 × 31,5 cm                                                   | Musée des beaux-arts de Tournai      |
|         | La Vierge allaitant                                                         | 1520                              | Huile sur panneau de chêne diamètre : 28,4 cm                                      | Musée national d'art de Catalogne    |
|         | Vierge à l'Enfant dans un intérieur                                         | 1435                              | Huile sur panneau 23 × 15 cm                                                       | National Gallery de Londres          |